# TTS-3
TTS 3 (Test And Training Satellite 3), também conhecido como TETR 3 e ERS 32, foi um satélite artificial estadunidense lançado em 27 de agosto de 1969 por meio de um foguete Delta L a partir da Estação da Força Aérea de Cabo Canaveral.

## Características
O TTS-3 foi um dos membros que fracassou da família de satélites ERS (Environmental Research Satellites), pequenos satélites lançados como carga secundária junto com satélites maiores para fazer testes de tecnologias e estudos do ambiente espacial. O TTS-3 foi lançado no mesmo foguete que a sonda Pioneer E e sua função foi servir de satélite de treinamento para as estações terrestres atribuídas ao projeto Apollo, para o qual levava a bordo um transponder de 9,5 watts em banda S e um transmissor de VHF com uma potência de 1,2 watts. O mesmo tinha a forma de octaedro de cerca de 30 cm de lado e a alimentação elétrica era fornecida por células solares que recobriam a superfície do satélite e recarregavam as baterias de bordo, de níquel-cádmio. A nave foi construída pela Thompson Ramo Wooldridge, Inc. (TRW).